# Copelatus chibcha
Copelatus chibcha är en skalbaggsart som beskrevs av Guignot 1952. Copelatus chibcha ingår i släktet Copelatus och familjen dykare. Inga underarter finns listade i Catalogue of Life.